# (34195) 2000 QA54
2000 QA54 (asteroide 34195) é um asteroide da cintura principal. Possui uma excentricidade de 0.03257290 e uma inclinação de 13.48943º.
Este asteroide foi descoberto no dia 25 de agosto de 2000 por LINEAR em Socorro.